# Ludwik Bauer

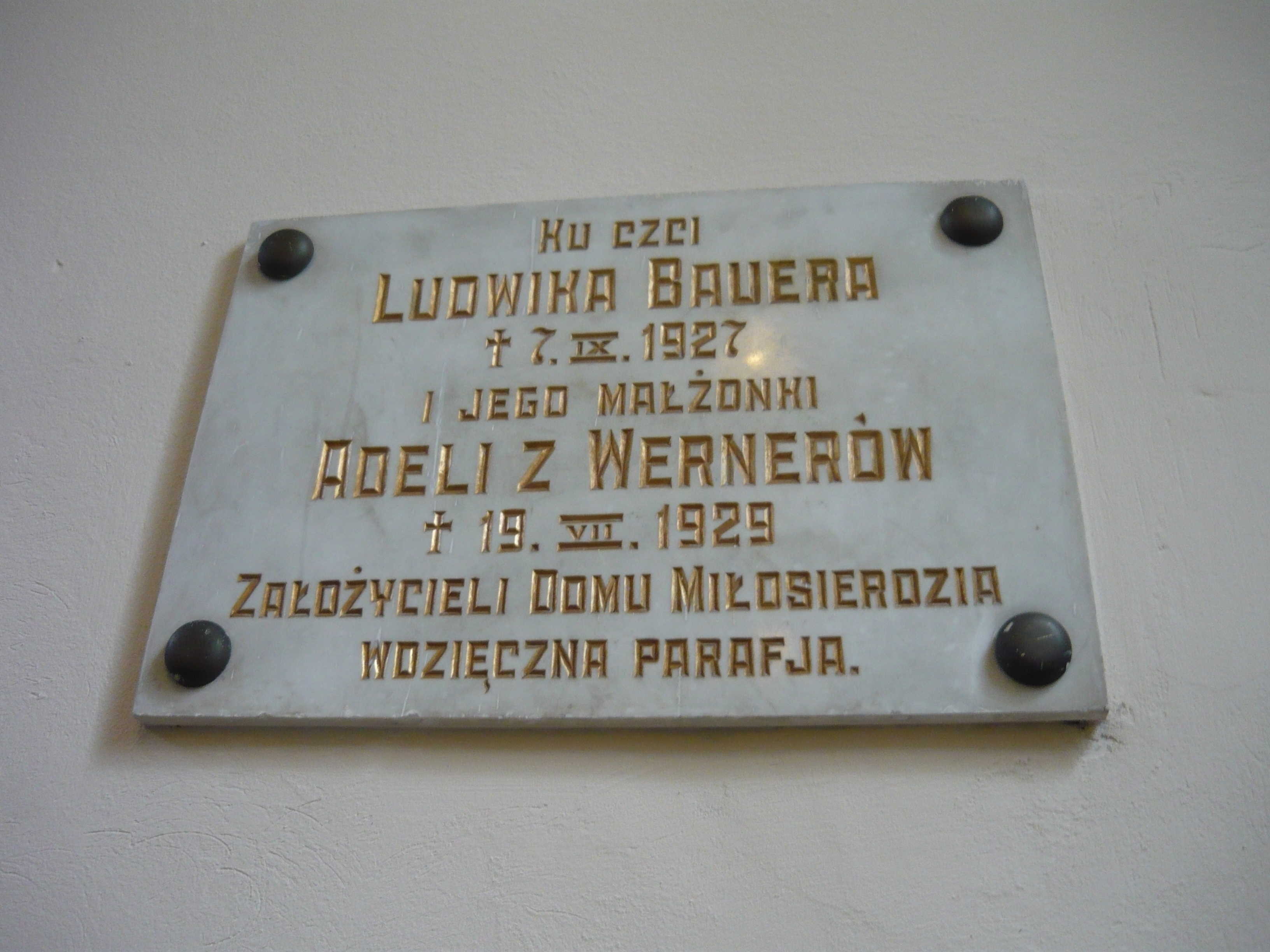
Tablica pamiątkowa poświęcona Ludwikowi Bauerowi i jego żonie

Ludwik Teodor Bauer (ur. 20 września 1851 we Włocławku, zm. 7 września 1927 tamże) – polski działacz gospodarczy i społeczny, w latach 1914–1915 i w 1918 r. mianowany burmistrzem (nadburmistrzem) Włocławka.

## Życiorys
Urodził się w rodzinie kupca zbożowego Karola Teodora Bauera. Był absolwentem Włocławskiej Szkoły Realnej. W 1878 uruchomił we Włocławku przy ul. Brzeskiej 1 fabrykę wódek (od 1893 działała pod nazwą „Fabryka Wód, Wódek i Rektyfikacja Spirytusu L. Bauer”). Oprócz tego prowadził sklep, gdzie sprzedawał koniak oraz hutę szkła „Helena”, mieszczącą się na Zazamczu.
Przez szereg lat stał za licznymi inicjatywami na rzecz rozwoju gospodarczego i kulturalnego Włocławka. Z jego inicjatywy powstało w 1897 Włocławskie Towarzystwo Wzajemnego Kredytu. Pełnił funkcję prezesa towarzystwa od jego powołania do 1921. W czasie niemieckiej okupacji miasta podczas I wojny światowej wykorzystał to do udzielania miastu dużych pożyczek. Następnie do 1925 był prezesem Rady Banku Kujawskiego S.A., w które to przekształcono Włocławskie Towarzystwo Wzajemnego Kredytu.
Przyczynił się do utworzenia w 1900 Włocławskiej Szkoły Handlowej (późniejsze I Liceum Ogólnokształcące im. Ziemi Kujawskiej we Włocławku), kierował akcją gromadzenia środków na budowę gmachu szkoły, w znacznej części ufundował bursę szkolną przy ulicy Botanicznej. Potem prezesował Radzie Opiekuńczej Włocławskiej Szkoły Handlowej.
Rozwijał też działalność charytatywną. Był jednym ze współzałożycieli i honorowym członkiem Włocławskiego Towarzystwa Wspomagania Biednych. W 1905 założył Ewangelicki Dom Miłosierdzia, działający przy Kościele ewangelicko-augsburskim.
Od sierpnia 1914 był członkiem Komitetu Obywatelskiego we Włocławku. Od listopada tego roku do lipca 1915 pełnił funkcję nadburmistrza miasta. W kolejnym roku został przewodniczącym rady miasta. Pełnił tę funkcję do 1917. Po jego odejściu z Rady, jej nowy skład nadał mu 26 marca 1917 tytuł honorowego obywatela miasta. Od lutego do listopada 1918 pełnił obowiązki burmistrza.
Był mężem Adeli Werner (1854–1929).
Zmarłego 7 września 1927 Bauera żegnały na rzesze mieszkańców miasta. Pochowany na cmentarzu komunalnym (sektor 1-1-4).

## Ordery i odznaczenia
- Krzyż Kawalerski Orderu Odrodzenia Polski (7 listopada 1925)[4]

## Upamiętnienie
Obecnie Ludwik Bauer jest patronem jednej z włocławskich ulic. Ma w mieście dwie tablice pamiątkowe - jedną w budynku Liceum Ziemi Kujawskiej, drugą w Kościele Ewangelicko-Augsburskim.